# Irori

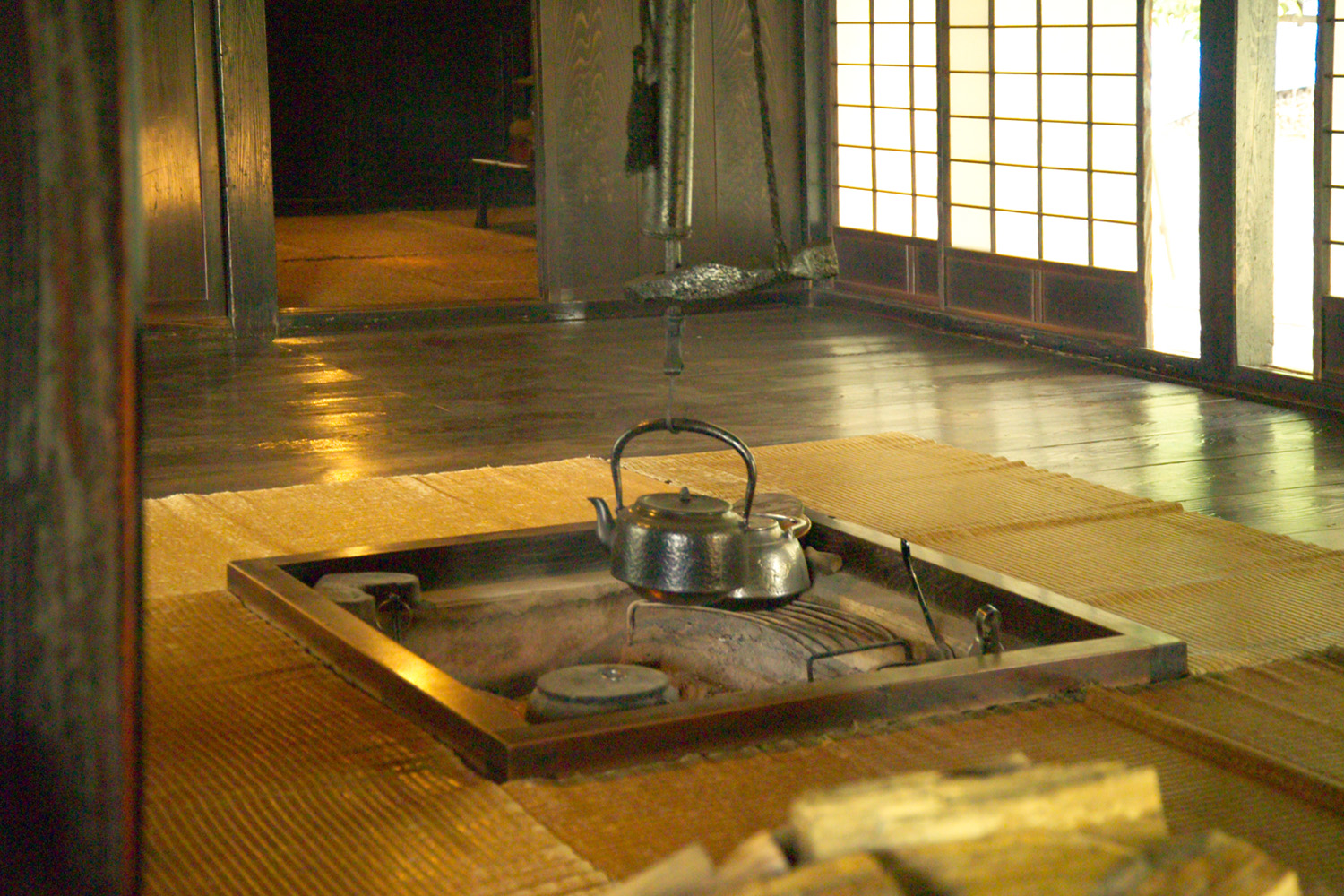
Irori.

L'irori (いろり, 囲 炉 里, 居 炉 里) és un tipus de xemeneia submergida tradicional al Japó que s'usa per escalfar la llar i cuinar. L’irori consisteix en un forat quadrat a terra amb un jizaikagi (自在 钩), o ganxo per olles. Els ganxos solen ser tubs de bambú buits que contenen una vara de ferro adjunta a una palanca (sovint amb forma de peix), amb la qual es podia pujar o baixar l'olla.